# Shady XV
Shady XV (stilizzato SHADYXV) è un album discografico di compilation di artisti che fanno parte della Shady Records, uscito il 24 novembre 2014.

## Il disco
Il disco è uscito in occasione del 15º anniversario dalla nascita del progetto Shady Records. Esso consiste di uno o due dischi: il primo CD è caratterizzato da materiale inedito di diversi gruppi e artisti, mentre l'edizione doppia contiene un secondo CD che è una raccolta di materiale già edito.
Tra gli artisti che hanno collaborato alla creazione di Shady XV si annoverano il rapper Eminem, il gruppo rap Slaughterhouse, Yelawolf, i D12 e altri. Il singolo Guts Over Fear interpretato da Eminem, con cui collabora la cantante australiana Sia, è stato pubblicato nel giugno 2014. Questo brano è presente nel trailer del film The Equalizer - Il vendicatore.
Il disco ha debuttato alla terza posizione della classifica Billboard 200 vendendo 138 000 copie nella prima settimana di uscita.

## Tracce
Disco 1 (X)
1. Shady XV (Eminem) – 5:01
2. Psychopath Killer (Slaughterhouse featuring Eminem & Yelawolf) – 5:19
3. Die Alone (Eminem featuring Kobe) – 3:36
4. Vegas (Bad Meets Evil) – 5:36
5. Y'All Ready Know (Slaughterhouse) – 3:51
6. Guts Over Fear (feat. Sia) – 5:01 (Marshall Mathers, Luis Resto, Sia Furler, John Hill, Emile Haynie)
7. Down (Yelawolf) – 3:26
8. Bane (D12) – 4:24
9. Fine Line (Eminem) – 5:07
10. Twisted (Skylar Grey, Eminem & Yelawolf) – 4:59
11. Right for Me (Eminem) – 4:57
12. Detroit vs. Everybody (Eminem, Royce da 5'9", Big Sean, Danny Brown, Dej Loaf & Trick-Trick) – 5:57

Durata totale: 57:14
Disco 2 (V)
1. I Get Money (50 Cent) – 3:43
2. Purple Pills (D12) – 5:04
3. Lose Yourself (Eminem) – 5:20
4. Cry Now (Obie Trice, Kuniva, Bobby Creekwater, Cashis & Stat Quo) – 5:09
5. Let's Roll (Yelawolf featuring Kid Rock) – 3:55
6. Hammer Dance (Slaughterhouse) – 4:05
7. P.I.M.P. (50 Cent) – 4:09
8. You Don't Know (Eminem, 50 Cent, Cashis & Lloyd Banks) – 4:17
9. My Band (D12) – 4:58
10. Wanna Know (Obie Trice) – 4:04
11. Wanksta (50 Cent) – 3:38
12. The Setup (Obie Trice featuring Nate Dogg) – 3:13
13. In da Club (50 Cent) – 3:13
14. Fight Music (D12) – 4:21
15. Pop the Trunk (Yelawolf) – 3:48

Durata totale: 62:57